# الدوري الكرواتي الممتاز 2004–05
الدوري الكرواتي الممتاز 2004–05 (بالكرواتية: 1. HNL 2004./05.)‏ هو الموسم 14 من  الدوري الكرواتي الممتاز. أقيم خلال الفترة 24 يوليو 2004 وحتى 28 مايو 2005، وأشرف على تنظيمه اتحاد كرواتيا لكرة القدم، وكان عدد الأندية المشاركة فيه  12، وفاز فيه هايدوك سبليت.